# Écouvillon (instrument)
Pour les articles homonymes, voir écouvillon.
Un écouvillon (ou un goupillon) est un accessoire servant à essuyer la perce et les tampons des instruments à vent après avoir été joué et avant de les ranger dans leur étui.

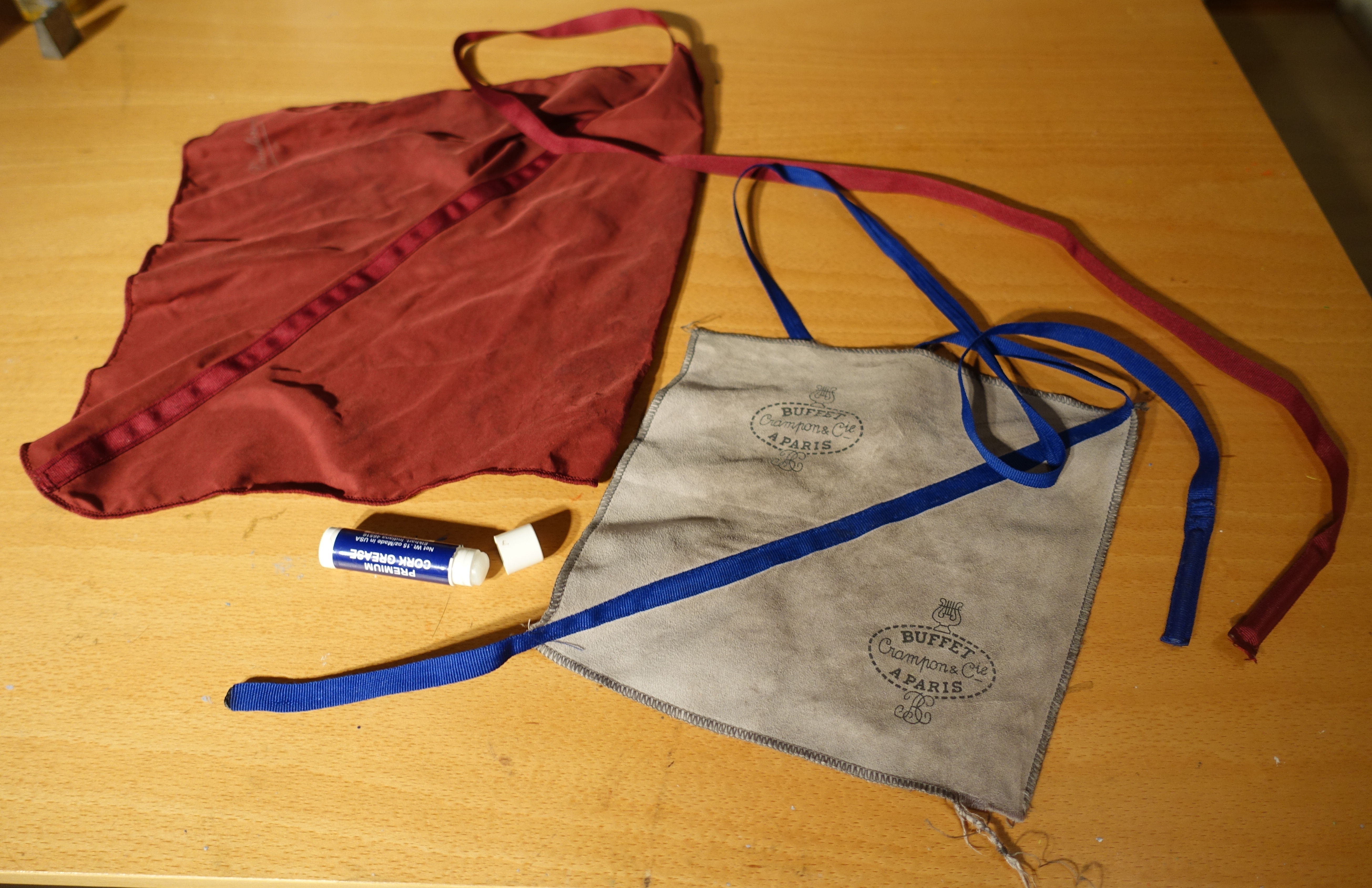
Deux écouvillons en tissu microfibre pour clarinette.

Il existe principalement trois sortes d'écouvillon:
- brosse circulaire en lainage ou microfibre autour d'une tige (ou goupillon[1]) de forme cylindrique ou conique ;
- morceau de tissu absorbant ou de peau de chamois de formes diverses cousu à un cordon lesté par un plomb à son extrémité[2],[3] ;
- pour les flûtes, tige droite avec une fente à l'extrémité recevant une bandelette de tissu.

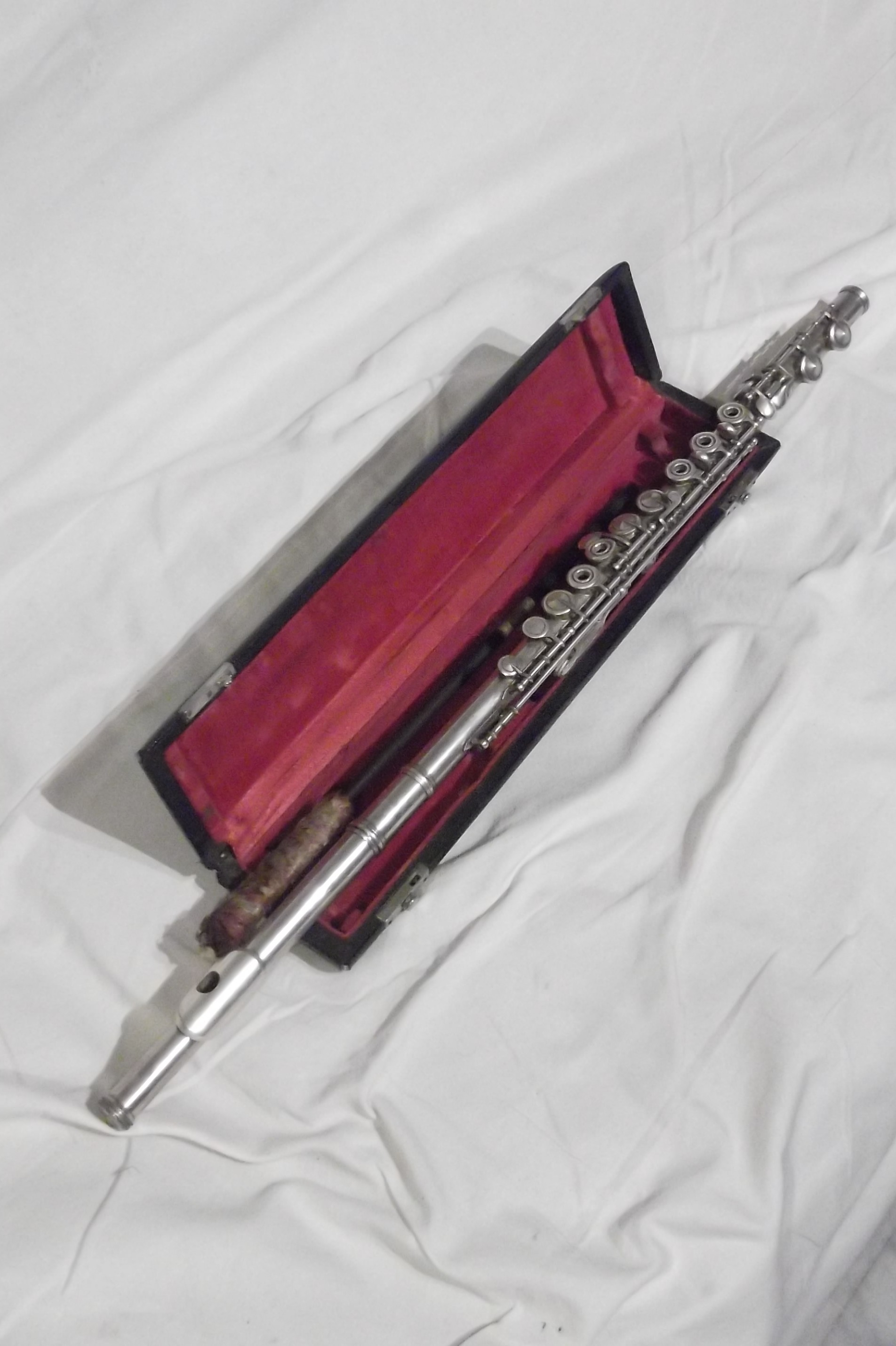
Flûte traversière avec son écouvillon brosse et son étui

L'humidité est générée par la condensation de la vapeur d'eau expirée par l'instrumentiste au contact de la paroi de la perce et également par sa salive.
L'opération d'essuyage est nécessaire pour éviter la création de fissure du bois par accumulation d'humidité au niveau des tenons pour les instruments en bois.
Cette humidité peut obstruer les trous latéraux sous forme de goutte d'eau et gêner l'émission de la note (note fausse, bruit d'eau...). En fonction de leur position sur le corps de l'instrument, certains trous latéraux sont plus sensibles que d'autres à la présence d'eau. L'essuyage est nécessaire pour éviter qu'un chemin d'eau ne se creuse dans le corps de l'instrument. Au cours de l'histoire, les facteurs ont inventé et breveté des tubes pour éviter ce phénomène de bouchage de trou (par exemple, le facteur lyonnais Jacques François Simiot a inventé un tube pour la clé de douzième de la clarinette...). 
En séchant, l'humidité accumulée sur un tampon peut coller ce dernier sur le siège et le détériorer.
Les hautboïstes utilisent également une plume d'oie ou de faisan pour sécher leur instrument.